# Main FM
MAIN FM war ein privater, regionaler Hörfunksender für das Rhein-Main-Gebiet sowie für Gießen und Wetzlar. Der Sender hatte seinen Hauptsitz in Frankfurt am Main. Der Sender ging am 6. September 2004 auf Sendung. Der Sendebetrieb wurde am 31. August 2010 eingestellt, auf den Frequenzen von Main FM sendete seitdem der Sender Energy Rhein-Main bis zur Einstellung des Sendebetriebes am 13. Mai 2013. Seit dem 13. Mai 2013 sendet auf diesen Frequenzen der neu gegründete Sender Antenne Frankfurt 95.1 des Unternehmens The Radio Group.

## Geschichte
MAIN FM war das Radioprogramm der Frankfurt Business Radio GmbH & Co. KG mit Beteiligung der Mediengruppe „Lagardère Active Radio International“ (LARI), zu der auch Radio Salü gehört. Gesendet wurde zunächst auch unter dem Namen „Frankfurt Business Radio“, nachdem die Gesellschaft die Nachfolge des FAZ Businessradio übernommen hatte. „FAZ Businessradio“ war ein reines Wortprogramm mit Wirtschaftsinformationen. Mit der Umbenennung in „Frankfurt Business Radio“ begann der Sender, seinen Wortanteil zu reduzieren und auch Musik zu spielen. Main FM war weiterhin als Wirtschaftssender lizenziert.
Der Wirtschaftsenderlizenz wurde unter anderem mit dem Tagesreport, Main FM Wirtschaft Live (später Main FM Kompakt) und der stündlichen Nennung der wichtigsten Leitindezes sowie gelegentlich zugekauften Interviews von Bloomberg Television Rechnung getragen.
Besonderheit war zunächst, dass die Nachrichten immer um 15 und 45 ausgestrahlt wurden. Zum 1. Geburtstag im September 2005 wurde jedoch das Schema angepasst, die Nachrichten kommen jetzt wie bei allen anderen Radiosendern zur vollen und zur halben Stunde. Außerdem gab es zwei Mal am Tag den sogenannten Tagesreport mit 15 Minuten Nachrichten.
Gleichzeitig wurde der Claim in „Echte Abwechslung mit der Besten Musik aus den 60ern, 70ern und 80ern“ geändert, nachdem er zunächst „Echte Abwechslung mit der besten Musik aus fünf Jahrzehnten“ gelautet hatte.
Später kehrte der Sender zum ursprünglichen Claim „Echte Abwechslung mit der besten Musik aus fünf Jahrzehnten“ zurück.
Im ersten Jahr fungierte Karsten Klaue als Station Voice. Mit dem ersten Geburtstag wurde er von Bodo Venten abgelöst. Im Oktober 2007 wurde dieser von Maja Sommer als weibliche Stimme ergänzt. Im September ersetzte Patrick Striebel Bodo Venten, der jedoch am 31. Dezember 2009 für die letzten Monate des Sendebetriebs erneut eingesetzt wurde.
Seit September 2008 wurden die Claims „Die schönsten Songs für Rhein/Main“ sowie „Radio für Rhein/Main“ genutzt.
Nationaler Einzelvermarkter der Werbezeiten von Main FM war die Studio Gong GmbH & Co. Studiobetriebs KG. Nationaler Kombivermarkter war die ASS ARD-Werbung.
Im April 2010 wurde bekannt, dass der Sender Main FM an die NRJ Group verkauft wurde und damit eine Neugründung als Energy Rhein-Main folgt.
Am 31. August 2010 um 20 Uhr wurde Main FM schließlich eingestellt. Seitdem sendete Energy Rhein-Main bis zur Einstellung des Senders am 13. Mai 2013 aus den Studios in Frankfurt. Seit dem 13. Mai 2013 sendet auf diesen Frequenzen Antenne Frankfurt 95.1.

## Programm

### Morningshows
Main FM hat während der Sendezeit fünf Morningshows produziert:
- 2004: „Claudia und die Morgenmänner“
- 2005: „Die Main FM-Morningshow mit Dagmar Klieme“
- 2005/2006: „Main FM – Aufgeweckt! Die freundliche Morningshow mit Dagmar Klieme“
- 2007/2008: „Das Main FM-Frühstücksradio mit Artur Frank“
- 21. April 2008 – 1. März 2010: „Das Main FM-Frühstücksradio mit Daniel Pesch“
- 1. März 2010 bis 31. August 2010 „Keiner kann wie Ehmann! – Die Main FM Morning Show“

### Moderatoren
| Moderator                        | Sendungen                                       |
| -------------------------------- | ----------------------------------------------- |
| Daniel Pesch                     | Main FM – Bei der Arbeit                        |
| Marcel Ehmann                    | Keiner kann wie Ehmann! Die Main FM-Morningshow |
| André Ebert                      | Wunschmix                                       |
| Christian Schulze & Doro Gornick | Main FM – Am Nachmittag                         |
| Thomas Koschwitz                 | Koschwitz zum Wochenende                        |
| Hanna Schmidt                    | Wirtschaft und Gesellschaft                     |
| Michael Weiss                    | Main FM – Arena                                 |

### Wochenende | Sport
Seit September 2008 moderierte Thomas Koschwitz die Sendung „Koschwitz zum Wochenende“, welche samstags von 10 bis 13 Uhr und in der Wiederholung am Sonntag von 17 bis 20 Uhr gesendet wurde. Die Sendung wurde bereits von 2004 bis 2006 auf MAIN FM gesendet.
Samstags (13–18 Uhr) und sonntags (9–13 Uhr) wurde die Sendung „Main FM – Arena. Der Sportplatz für Rhein/Main“ gesendet. Main FM beschäftigte sich als einziger Sender im Rhein-Main-Gebiet mit allen lokalen Sportvereinen in diversen Sportarten. U.a. Fußball (Bundesliga, Hessenliga), Handball, Volleyball, Basketball, Hockey, Eishockey. Bei Spielen der Eintracht Frankfurt sowie des FSV Frankfurt berichtete Main FM bis 2009 Live aus der Commerzbank-Arena.

## Automatisierung
Nachts wurde das Programm automatisiert. Täglich ab 20 Uhr lief eine Musikstrecke ohne Moderationen oder Servicebeiträge (Wetter und Verkehr) unter dem Namen „Main FM am Abend“ bzw. nach Mitternacht unter dem Namen „Main FM Nachtflug“ und am Wochenende „Main FM Weekend“. Wochentags zwischen 21 und 05 Uhr wurde die Sendung „Tagesreport“ von 18 Uhr wiederholt.

## Empfang
MAIN FM konnte über folgende Frequenzen empfangen werden:
- Frankfurt/Wiesbaden/Offenbach am Main (Rhein-Main-Gebiet) 95,1 MHz
- Darmstadt 100,8 MHz
- Wetzlar 105,0 MHz
- Gießen 105,2 MHz
- Hanau 97,3 MHz
- Dem Sender wurde von der Landesanstalt für privaten Rundfunk und neue Medien (LPR) außerdem eine Frequenz in Bad Nauheim (90,7 MHz) in der westlichen Wetterau zugewiesen.
- Zur Schließung einer Versorgungslücke an der Autobahn 66 zwischen Frankfurt und Wiesbaden ist von der LPR zusätzlich die Frequenz 88,0 MHz am Standort Wiesbaden-Delkenheim vergeben worden. Es handelt sich dabei um einen Mobilfunk-Sendemast, der sich am Kreuzungspunkt der Autobahn 3 und der Autobahn 66 unmittelbarer am Wiesbadener Kreuz befindet.

Die beiden letztgenannten Frequenzen wurden jedoch nie betrieben.

## Zurückgegebene Frequenzzuweisungen
Die Frequenz 99,2 MHz für Fulda und Umgebung wurde zum 1. April 2007 außer Betrieb genommen, die Lizenz an die LPR zurückgegeben. Auf ihr sendet seit 22. Dezember 2008 das private katholische Hörfunkprogramm Domradio aus Köln.
Auch die Kasseler Frequenz 91,7 MHz wurde an die LPR zurückgegeben, nachdem Main FM im Jahr 2007 eine Strategieänderung beschloss, der zufolge  sich die Sendegebietsabdeckung künftig ausschließlich auf das reichweitenstärkere Rhein-Main-Gebiet konzentrieren sollte. Lediglich die wegen ihrer vielen Frankfurt-Pendler für Main FM attraktiven Städte Wetzlar und Gießen sollten außerhalb des Rhein-Main-Gebietes ihre Frequenzen behalten.
In Kassel sendet nach der Neuausschreibung der Frequenz 91,7 MHz seit dem 19. November 2008 der Kinder- und Familiensender Radio Teddy.

## Empfang im Kabelnetz der UnityMedia
Ansonsten war Main FM fast hessenweit im Kabel sowie im Internet über Livestream zu empfangen. Die Kabelfrequenz in weiten Teilen des Sendegebiets ist 106,2 MHz. In Mittelhessen war Main FM nicht mehr im Kabelnetz von UnityMedia vertreten.